# Royal Rumble
Royal Rumble é um evento pay-per-view (PPV) e transmissão ao vivo de luta profissional, produzido anualmente desde 1988 pela WWE, a maior promoção de luta profissional do mundo. É nomeado após a luta Royal Rumble, uma batalha real modificada na qual os participantes entram em intervalos cronometrados, em vez de todos começarem no ringue ao mesmo tempo. O evento é realizado no final de janeiro. Depois que o evento inicial de 1988 foi transmitido como um especial de televisão na USA Network, o Royal Rumble foi exibido no PPV desde o evento de 1989. Também ficou disponível para transmissão ao vivo na WWE Network em 2015 e no Peacock em 2022. É um dos cinco maiores eventos do ano da WWE, junto com WrestleMania, SummerSlam, Survivor Series e Money in the Bank, conhecido como os "Cinco Grandes".
A partida Royal Rumble é geralmente disputada como a partida do evento principal do evento anual. Existem algumas exceções, como os eventos de 1988, 1996, 1997, 1998, 2006, 2013 e 2023. Em 1988, o evento principal foi uma luta de duplas, enquanto para todas as outras, foi uma partida do campeonato mundial masculino. Embora originalmente apenas para homens, uma versão feminina da luta Royal Rumble foi realizada como o evento principal no evento de 2018, que também foi o primeiro evento a ter duas lutas Rumble em um card. Posteriormente, tornou-se padrão ter uma luta Royal Rumble masculina e feminina no evento anual.

## História

### Evento
A luta Royal Rumble foi criada pelo lutador e Hall da Fama da WWE Pat Patterson e o evento foi estabelecido pela World Wrestling Federation (WWF, agora WWE). Depois que a luta foi testada pela primeira vez em um house show em outubro de 1987, o primeiro evento Royal Rumble ocorreu em 24 de janeiro de 1988 e foi transmitido ao vivo como um especial de televisão na USA Network. No ano seguinte, o evento passou a ser transmitido em pay-per-view (PPV), e assim se tornou um dos "Quatro Grandes" PPVs anuais, juntamente com WrestleMania, Survivor Series e SummerSlam, os quatro maiores shows do ano da promoção De 1993 a 2002, foi considerado um dos "Cinco Grandes", incluindo King of the Ring, mas esse evento PPV foi descontinuado depois de 2002.[carece de fontes?] Em agosto de 2021, Money in the Bank foi reconhecido como um dos "Cinco Grandes".
Em maio de 2002, o WWF foi renomeado para World Wrestling Entertainment (WWE) após uma ação judicial com o World Wildlife Fund sobre o inicialismo "WWF". Em abril de 2011, a promoção deixou de usar seu nome completo com a abreviatura "WWE" tornando-se uma inicial órfã. Também em março de 2002, a promoção introduziu a extensão da marca, na qual a lista foi dividida entre as marcas Raw e SmackDown, onde os lutadores foram designados exclusivamente para se apresentar em seus respectivos programas semanais de televisão—ECW tornou-se uma terceira marca em 2006. A primeira extensão de marca foi dissolvida em agosto de 2011, mas foi reintroduzida em julho de 2016 (outras marcas, incluindo NXT, NXT UK e 205 Live, também estariam ativas durante esta segunda divisão de marca). O Royal Rumble, junto com os outros eventos "Quatro Grandes" originais, foram os únicos PPVs a nunca serem realizados exclusivamente para uma marca durante os períodos de divisão das marcas. O Royal Rumble de 2008 foi o primeiro pay-per-view da WWE a estar disponível em alta definição. Em 2015, o Royal Rumble começou a ir ao ar no serviço de streaming online da WWE, o WWE Network, lançado em fevereiro de 2014, e em 2022, o evento ficou disponível no Peacock quando a versão americana da WWE Network se fundiu com o Peacock em março de 2021.
Como resultado da pandemia de COVID-19 que começou a afetar a indústria em março de 2020, a WWE teve que realizar seus eventos a portas fechadas. O evento de 2021, por sua vez, foi realizado na bolha biossegura da WWE chamada WWE ThunderDome, que na época era realizada no Tropicana Field em St. Petersburg, Flórida. A WWE retomou a turnê ao vivo em julho de 2021 e o evento de 2022 foi realizado no The Dome no America's Center em St. Louis, Missouri.
Devido às partidas Rumble ocuparem muito tempo (a maioria das partidas Rumble duram cerca de uma hora), o evento Rumble tende a ter um card menor do que a maioria dos outros eventos pay-per-view, que rotineiramente têm de seis a oito partidas por card. embora com o Royal Rumble se expandindo para um show de cinco horas, bem como um pré-show inicial de duas horas a partir de 2018, o card apresentava principalmente de nove a doze partidas, com duas ou três dessas partidas ocorrendo no início. mostrar. Em 2022, no entanto, a WWE eliminou os pré-shows com o Rumble retornando a cerca de seis partidas no card e uma duração de cerca de três a quatro horas. A partida Royal Rumble masculina geralmente está localizada no topo do card, embora tenha havido exceções, como os eventos de 1988, 1996, 1997, 1998, 2006, 2013, 2018 e 2023. Nesses casos, o evento principal de 1988 foi uma luta de duplas, enquanto os demais foram partidas do campeonato mundial masculino, exceto em 2018. O Royal Rumble 2018 foi o primeiro a incluir uma luta Royal Rumble feminina, que foi o evento principal daquele ano. Posteriormente, foi o primeiro em que duas partidas de Rumble foram disputadas em um card e agora é padrão para o evento incluir uma partida de Rumble masculina e feminina.

### Luta
A luta Royal Rumble é baseada na clássica batalha real, na qual vários lutadores (tradicionalmente 30) visam eliminar seus competidores jogando-os por cima da corda, com os dois pés tocando o chão. A diferença entre um Royal Rumble e um battle royale padrão é que em um battle royale padrão, todos os participantes começam a luta no ringue ao mesmo tempo, enquanto em uma partida Royal Rumble, dois participantes começam e depois os demais entram em intervalos cronometrados. O vencedor da luta é o último lutador restante depois que todos os outros foram eliminados. Desde o evento de 1993, o prêmio pela vitória é uma luta pelo campeonato mundial na WrestleMania, com exceção do evento de 2016, onde o prêmio da partida foi o próprio campeonato, já que o atual campeão Roman Reigns defendeu o título na partida. De acordo com Hornswoggle, que trabalhou para a WWE de 2006 a 2016 e participou de dois Rumbles, os participantes podem aprender suas eliminações conhecendo os dois lutadores que foram eliminados antes deles e quais lutadores estão entrando no Royal Rumble antes e depois de sua eliminação.

## Eventos e vencedores
| #                                                   | Evento              | Data                   | Cidade                     | Local                              | Evento principal | Vencedores              | Nº de entrada |  |
| --------------------------------------------------- | ------------------- | ---------------------- | -------------------------- | ---------------------------------- | --- | ----------------------- | ------------- |  |
| 1                                                   | Royal Rumble (1988) | 24 de janeiro de 1988  | Hamilton, Ontário, Canadá  | Copps Coliseum                     | The Islanders (Haku e Tama) vs. The Young Stallions (Paul Roma e Jim Powers) em uma luta de duas de três quedas                 | Jim Duggan              | 13            |  |
| 2                                                   | Royal Rumble (1989) | 15 de janeiro de 1989  | Houston, Texas             | The Summit                         | Luta Royal Rumble de 30 homens                                                                                                  | Big John Studd          | 27            |  |
| 3                                                   | Royal Rumble (1990) | 21 de janeiro de 1990  | Orlando, Flórida           | Orlando Arena                      | Luta Royal Rumble de 30 homens                                                                                                  | Hulk Hogan              | 25            |  |
| 4                                                   | Royal Rumble (1991) | 19 de janeiro de 1991  | Miami, Flórida             | Miami Arena                        | Luta Royal Rumble de 30 homens                                                                                                  | Hulk Hogan              | 24            |  |
| 5                                                   | Royal Rumble (1992) | 19 de janeiro de 1992  | Albany, Nova York          | Knickerbocker Arena                | Luta Royal Rumble de 30 homens pelo vago Campeonato Mundial dos Pesos Pesados da WWF                                            | Ric Flair               | 3             |  |
| 6                                                   | Royal Rumble (1993) | 24 de janeiro de 1993  | Sacramento, Califórnia     | ARCO Arena                         | Luta Royal Rumble de 30 homens pelo Campeonato Mundial dos Pesos Pesados da WWF na WrestleMania IX                              | Yokozuna                | 27            |  |
| 7                                                   | Royal Rumble (1994) | 22 de janeiro de 1994  | Providence, Rhode Island   | Providence Civic Center            | Luta Royal Rumble de 30 homens pelo Campeonato Mundial dos Pesos Pesados da WWF na WrestleMania X                               | Lex Luger               | 23            |  |
| 7                                                   | Royal Rumble (1994) | 22 de janeiro de 1994  | Providence, Rhode Island   | Providence Civic Center            | Luta Royal Rumble de 30 homens pelo Campeonato Mundial dos Pesos Pesados da WWF na WrestleMania X                               | Bret Hart               | 27            |  |
| 8                                                   | Royal Rumble (1995) | 22 de janeiro de 1995  | Tampa, Flórida             | USF Sun Dome                       | Luta Royal Rumble de 30 homens pelo Campeonato Mundial dos Pesos Pesados da WWF na WrestleMania XI                              | Shawn Michaels          | 1             |  |
| 9                                                   | Royal Rumble (1996) | 21 de janeiro de 1996  | Fresno, California         | Selland Arena                      | Bret Hart (c) vs. The Undertaker pelo Campeonato Mundial dos Pesos Pesados da WWF                                               | Shawn Michaels          | 18            |  |
| 10                                                  | Royal Rumble (1997) | 19 de janeiro de 1997  | San Antonio, Texas         | Alamodome                          | Sycho Sid (c) vs. Shawn Michaels pelo Campeonato da WWF                                                                         | Stone Cold Steve Austin | 5             |  |
| 11                                                  | Royal Rumble (1998) | 18 de janeiro de 1998  | San Jose, California       | San Jose Arena                     | Shawn Michaels (c) vs. The Undertaker em uma luta de caixão pelo Campeonato da WWF                                              | Stone Cold Steve Austin | 24            |  |
| 12                                                  | Royal Rumble (1999) | 24 de janeiro de 1999  | Anaheim, California        | Arrowhead Pond of Anaheim          | Luta Royal Rumble de 30 homens pelo Campeonato da WWF na WrestleMania XV                                                        | Mr. McMahon             | 2             |  |
| 13                                                  | Royal Rumble (2000) | 23 de janeiro de 2000  | New York City, New York    | Madison Square Garden              | 30-man Royal Rumble match for a WWF Championship match at WrestleMania 2000                                                     | The Rock                | 24            |  |
| 14                                                  | Royal Rumble (2001) | 21 de janeiro de 2001  | New Orleans, Louisiana     | New Orleans Arena                  | Luta Royal Rumble de 30 homens pelo Campeonato da WWF na WrestleMania X-Seven                                                   | Stone Cold Steve Austin | 27            |  |
| 15                                                  | Royal Rumble (2002) | 20 de janeiro de 2002  | Atlanta, Georgia           | Philips Arena                      | Luta Royal Rumble de 30 homens pelo Campeonato Indiscutível da WWF na WrestleMania X8                                           | Triple H                | 22            |  |
| 16                                                  | Royal Rumble (2003) | 19 de janeiro de 2003  | Boston, Massachusetts      | FleetCenter                        | Luta Royal Rumble de 30 homens para uma luta por um campeonato mundial na WrestleMania XIX                                      | Brock Lesnar            | 29            |  |
| 17                                                  | Royal Rumble (2004) | 20 de janeiro de 2004  | Philadelphia, Pennsylvania | Wachovia Center                    | Luta Royal Rumble de 30 homens para uma luta por um campeonato mundial na WrestleMania XX                                       | Chris Benoit            | 1             |  |
| 18                                                  | Royal Rumble (2005) | 30 de janeiro de 2005  | Fresno, California         | Save Mart Center                   | Luta Royal Rumble de 30 homens para uma luta por um campeonato mundial na WrestleMania 21                                       | Batista                 | 28            |  |
| 19                                                  | Royal Rumble (2006) | 29 de janeiro de 2006  | Miami, Florida             | American Airlines Arena            | Kurt Angle (c) vs. Mark Henry pelo Campeonato Mundial dos Pesos Pesados                                                         | Rey Mysterio            | 2             |  |
| 20                                                  | Royal Rumble (2007) | 28 de janeiro de 2007  | San Antonio, Texas         | AT&T Center                        | Luta Royal Rumble de 30 homens para uma luta por um campeonato mundial na WrestleMania 23                                       | The Undertaker          | 30            |  |
| 21                                                  | Royal Rumble (2008) | 27 de janeiro de 2008  | New York City, New York    | Madison Square Garden              | Luta Royal Rumble de 30 homens para uma luta por um campeonato mundial na WrestleMania XXIV                                     | John Cena               | 30            |  |
| 22                                                  | Royal Rumble (2009) | 25 de janeiro de 2009  | Detroit, Michigan          | Joe Louis Arena                    | Luta Royal Rumble de 30 homens para uma luta por um campeonato mundial na WrestleMania XXV                                      | Randy Orton             | 8             |  |
| 23                                                  | Royal Rumble (2010) | 31 de janeiro de 2010  | Atlanta, Georgia           | Philips Arena                      | Luta Royal Rumble de 30 homens para uma luta por um campeonato mundial na WrestleMania XXVI                                     | Edge                    | 29            |  |
| 24                                                  | Royal Rumble (2011) | 30 de janeiro de 2011  | Boston, Massachusetts      | TD Garden                          | Luta Royal Rumble de 40 homens para uma luta por um campeonato mundial na WrestleMania XXVII                                    | Alberto Del Rio         | 38            |  |
| 25                                                  | Royal Rumble (2012) | 29 de janeiro de 2012  | St. Louis, Missouri        | Scottrade Center                   | Luta Royal Rumble de 30 homens para uma luta por um campeonato mundial na WrestleMania XXVIII                                   | Sheamus                 | 22            |  |
| 26                                                  | Royal Rumble (2013) | 27 de janeiro de 2013  | Phoenix, Arizona           | US Airways Center                  | CM Punk (c) vs. The Rock pelo Campeoanto da WWE                                                                                 | John Cena               | 19            |  |
| 27                                                  | Royal Rumble (2014) | 26 de janeiro de 2014  | Pittsburgh, Pennsylvania   | Consol Energy Center               | Luta Royal Rumble de 30 homens pelo Campeonato Mundial dos Pesos-Pesados da WWE na WrestleMania XXX                             | Batista                 | 28            |  |
| 28                                                  | Royal Rumble (2015) | 25 de janeiro de 2015  | Philadelphia, Pennsylvania | Wells Fargo Center                 | Luta Royal Rumble de 30 homens pelo Campeonato Mundial dos Pesos-Pesados da WWE na WrestleMania 31                              | Roman Reigns            | 19            |  |
| 29                                                  | Royal Rumble (2016) | 24 de janeiro de 2016  | Orlando, Florida           | Amway Center                       | Roman Reigns (c) vs. 29 outros lutadores em uma luta Royal Rumble de 30 homens pelo Campeonato Mundial dos Pesos-Pesados da WWE | Triple H                | 30            |  |
| 30                                                  | Royal Rumble (2017) | 29 de janeiro de 2017  | San Antonio, Texas         | Alamodome                          | Luta Royal Rumble de 30 homens para uma luta por um campeonato mundial na WrestleMania 33                                       | Randy Orton             | 23            |  |
| 31                                                  | Royal Rumble (2018) | 28 de janeiro de 2018  | Philadelphia, Pennsylvania | Wells Fargo Center                 | Luta Royal Rumble de 30 mulheres para uma luta por um campeonato mundial na WrestleMania 34                                     | Shinsuke Nakamura       | 14            |  |
| 31                                                  | Royal Rumble (2018) | 28 de janeiro de 2018  | Philadelphia, Pennsylvania | Wells Fargo Center                 | Luta Royal Rumble de 30 mulheres para uma luta por um campeonato mundial na WrestleMania 34                                     | Asuka                   | 25            |  |
| 32                                                  | Royal Rumble (2019) | 27 de janeiro de 2019  | Phoenix, Arizona           | Chase Field                        | Luta Royal Rumble de 30 homens para uma luta por um campeonato mundial na WrestleMania 35                                       | Becky Lynch             | 28            |  |
| 32                                                  | Royal Rumble (2019) | 27 de janeiro de 2019  | Phoenix, Arizona           | Chase Field                        | Luta Royal Rumble de 30 homens para uma luta por um campeonato mundial na WrestleMania 35                                       | Seth Rollins            | 10            |  |
| 33                                                  | Royal Rumble (2020) | 26 de janeiro de 2020  | Houston, Texas             | Minute Maid Park                   | Luta Royal Rumble de 30 homens para uma luta por um campeonato mundial na WrestleMania 36                                       | Charlotte Flair         | 17            |  |
| 33                                                  | Royal Rumble (2020) | 26 de janeiro de 2020  | Houston, Texas             | Minute Maid Park                   | Luta Royal Rumble de 30 homens para uma luta por um campeonato mundial na WrestleMania 36                                       | Drew McIntyre           | 16            |  |
| 34                                                  | Royal Rumble (2021) | 31 de janeiro de 2021  | St. Petersburg, Florida    | WWE ThunderDome no Tropicana Field | Luta Royal Rumble de 30 homens para uma luta por um campeonato mundial na WrestleMania 37                                       | Bianca Belair           | 3             |  |
| 34                                                  | Royal Rumble (2021) | 31 de janeiro de 2021  | St. Petersburg, Florida    | WWE ThunderDome no Tropicana Field | Luta Royal Rumble de 30 homens para uma luta por um campeonato mundial na WrestleMania 37                                       | Edge                    | 1             |  |
| 35                                                  | Royal Rumble (2022) | 29 de janeiro de 2022  | St. Louis, Missouri        | The Dome at America's Center       | Luta Royal Rumble de 30 homens para uma luta por um campeonato mundial na WrestleMania 38                                       | Ronda Rousey            | 28            |  |
| 35                                                  | Royal Rumble (2022) | 29 de janeiro de 2022  | St. Louis, Missouri        | The Dome at America's Center       | Luta Royal Rumble de 30 homens para uma luta por um campeonato mundial na WrestleMania 38                                       | Brock Lesnar            | 30            |  |
| 36                                                  | Royal Rumble (2023) | 28 de janeiro de 2023  | San Antonio, Texas         | Alamodome                          | Roman Reigns (c) vs. Kevin Owens pelo Campeonato Indiscutível Universal e da WWE                                                | Cody Rhodes             | 30            |  |
| 36                                                  | Royal Rumble (2023) | 28 de janeiro de 2023  | San Antonio, Texas         | Alamodome                          | Roman Reigns (c) vs. Kevin Owens pelo Campeonato Indiscutível Universal e da WWE                                                | Rhea Ripley             | 1             |  |
| 37                                                  | Royal Rumble (2024) | 27 de janeiro de 2024  | São Petersburgo, Flórida   | Tropicana Field                    | Luta Royal Rumble de 30 homens para uma luta por um campeonato mundial na WrestleMania 40                                       | Bayley                  | 3             |  |
| 37                                                  | Royal Rumble (2024) | 27 de janeiro de 2024  | São Petersburgo, Flórida   | Tropicana Field                    | Luta Royal Rumble de 30 homens para uma luta por um campeonato mundial na WrestleMania 40                                       | Cody Rhodes             | 15            |  |
| 38                                                  | Royal Rumble (2025) | 1 de fevereiro de 2025 | Indianápolis, Indiana      | Lucas Oil Stadium                  | Luta Royal Rumble de 30 homens para uma luta por um campeonato mundial na WrestleMania 41                                       | Charlotte Flair         | 27            |  |
| 38                                                  | Royal Rumble (2025) | 1 de fevereiro de 2025 | Indianápolis, Indiana      | Lucas Oil Stadium                  | Luta Royal Rumble de 30 homens para uma luta por um campeonato mundial na WrestleMania 41                                       | Jey Uso                 | 20            |  |
| 39                                                  | Royal Rumble (2026) | Janeiro de 2026        | Riade, Arábia Saldita      | A ser definido                     | A ser definido |                         |               |  |
| 39                                                  | Royal Rumble (2026) | Janeiro de 2026        | Riade, Arábia Saldita      | A ser definido                     | A ser definido |                         |               |  |
| (c) – refere-se ao(s) campeão(es) indo para a luta. |                     |                        |                            |                                    | |                         |               |  |

## Conjunto de vídeo
Em março de 2007, a WWE lançou uma caixa de DVD completa intitulada Royal Rumble: The Complete Anthology, que mostra todos os eventos do Royal Rumble em sua totalidade, até o Royal Rumble de 2007.